# 沉醉其中
〈沉醉其中〉是瑞典女歌手羅琳於2012年2月26日發行的單曲，由湯馬斯·格森和彼得·博斯特倫創作，博斯特倫和SeventyEight擔任製作，收錄在羅琳首張專輯《感官療程》。〈沉醉其中〉代表瑞典參加在亞塞拜然巴庫舉辦的2012年歐洲歌唱大賽，它榮獲兩項馬塞爾·貝桑松獎，並以372分獲得比賽冠軍。這是當時分數第二高的冠軍歌曲，也是獲得最多國家滿分的歌曲，共有18個國家給予滿分成績。
〈沉醉其中〉廣受樂評盛讚。商業方面，歌曲成功登上各國音樂排行榜，它在羅琳的祖國瑞典累積6周排行冠軍，累積超過10次白金唱片認證。在其他國家，〈沉醉其中〉取得16國排行冠軍，11國黃金和白金唱片認證。

## 外部連結
- YouTube上的羅琳在決賽的演出

| 奖项与成就                           | 奖项与成就              | 奖项与成就             |
| ------------------------------------ | ----------------------- | ---------------------- |
| 前任者： · 德国 · 艾爾與妮基〈吓跑〉 | 歐洲歌唱大賽冠軍 2012年 | 繼任者： · 丹麦 · 〈〉 |